# Herrsching (Schiff, 2002)
Die Herrsching ist ein Motorschiff mit Schaufelrad-Antrieb der Bayerischen Seenschifffahrt, das im Sommer im Liniendienst auf dem Ammersee zwischen den Orten am See verkehrt. Es ist nach der Gemeinde Herrsching am Ammersee benannt.  Das Schiff wird als Raddampfer vermarktet, obwohl es sich nicht um ein Dampfschiff handelt.

## Technik
Es hat eine Gesamtlänge von 54 Metern und eine Breite von 14 Metern. Es ist zugelassen für den Transport von 400 Personen und verfügt über 150 Innenplätze. Motorisiert ist die Herrsching mit zwei Deutz-Marinedieselmaschinen vom Typ BF 1015 MC mit je 380 kW, die zwei Seitenschaufelräder antreiben. Somit ist das Schiff zwar ein Schaufelradschiff, aber kein Raddampfer. Ferner ist das Schiff mit Bug- und Heckstrahlruder des Typs Schottel Pump Jets SPJ 57 mit je 120 kW ausgestattet.

## Geschichte
Das Schiff wurde unter der Baunummer 164 auf der Lux-Werft in Niederkassel am Rhein gebaut. Der Baubeginn erfolgte im September 2001, die Indienststellung am 15. Mai 2002.
Vorgängerschiff
Ein Vorgängerschiff mit gleichem Namen wurde 1956 auf dem Ammersee in Dienst gestellt. Es wurde auf der Deggendorfer Werft gebaut und erreichte wegen mehrerer schwerer Konstruktionsfehler mediales Interesse. Um den Namen frei zu machen, wurde sie 2002 in Ammersee umbenannt und im Herbst 2006 verschrottet.